# Monteiro
Pour les articles homonymes, voir Monteiro (homonymie).
Monteiro est une ville brésilienne du sud de l'État de la Paraíba.
Sa population était estimée à 28 156 habitants en 2006. La municipalité s'étend sur 986 km2.